# Crotalaria welwitschii
Crotalaria welwitschii är en ärtväxtart som beskrevs av John Gilbert Baker. Crotalaria welwitschii ingår i släktet sunnhampor, och familjen ärtväxter. Inga underarter finns listade i Catalogue of Life.